# Галаганівка (роз'їзд)
Галаганівка — роз'їзд Херсонської дирекції Одеської залізниці на лінії Снігурівка — Херсон між станцією Снігурівка (12 км) та роз'їздом Строковий (20 км).
Розташований у селищі Галаганівка Миколаївської області.

## Історія
Роз'їзд було відкрито 1925 року, під такою ж назвою.

## Пасажирське сполучення
На роз'їзді зупиняються: 
- поїзд далекого слідування Запоріжжя — Одеса (через день);

потяги приміського сполучення:
- Миколаїв-Вантажний — Апостолове (через Миколаїв-Пас., Копані, Херсон, Херсон-Східний, Снігурівку, щоденно)
- Херсон — Апостолове (щоденно)
- Херсон — Нововесела (щоденно)

Щоб дістатися до міста Дніпро приміськими поїздами, достатньо сісти на поїзд до станції Апостолове, а далі пересісти на приміський поїзд Апостолове — Дніпро.
З 01.06.2016 року каса працює щоденно 05:30 — 07:30 та 17:00 — 18:30